# エレオノール・ド・ノルマンディー
エレオノール・ド・ノルマンディー（フランス語：Éléonore de Normandie, 1012年ごろ - 1071年以降）は、フランドル伯ボードゥアン4世の妃。

## 生涯
エレオノールはノルマンディー公リシャール2世とジュディット・ド・ブルターニュの娘として、ノルマンディーで1011年から1013年の間に生まれた。エレオノールには2人の姉妹とロベール1世を含む3人の姉弟がいた。ロベール1世は後にイングランド王となるウィリアム1世の父である。1017年、エレオノールが幼年時に母ジュディットが亡くなった。父リシャール2世はパピア・ダンヴェルムと再婚し、さらに2人の息子をもうけた。
1031年、エレオノールは30歳ほど年上のフランドル伯ボードゥアン4世と結婚した。エレオノールはボードゥアン4世の2度目の妃であり、ボードゥアン4世は最初の妃オトギファ・フォン・ルクセンブルクとの間に嗣子ボードゥアンをもうけていた。エレオノールは結婚によりフランドル伯妃となり、1女をもうけた。
- ジュディット（1033年 - 1094年3月5日）[4] - 最初にノーサンブリア伯トスティ・ゴドウィンソンと結婚[5]、2度目にバイエルン公ヴェルフ1世と結婚[6]

エレオノールはフランドルにおいて1071年以降に亡くなった。夫ボードゥアン4世は娘が生まれてから2年後の1035年に死去した。